# Rijksweg 12
Der niederländische Rijksweg 12 ist eine 137 km lange Autobahn. Sie beginnt in Den Haag und führt an Utrecht und Arnhem vorbei bis zum Grenzübergang Zevenaar, wo sie in die deutsche Bundesautobahn 3 übergeht.
Zwischen dem Knotenpunkt (niederländisch: Knooppunt) Prins Clausplein und dem Knotenpunkt Lunetten verläuft die A12 identisch mit der E30, zwischen dem Knotenpunkt Oudenrijn und der deutschen Grenze verläuft sie identisch mit der E35. Zwischen den Knotenpunkten Gouwe und Oudenrijn verläuft sie zusätzlich identisch mit der E25.
Die A12 ist eine der meist genutzten Ost-West-Verbindungen der Niederlande.

## Geschichte
Der Abschnitt zwischen Den Haag und dem Knotenpunkt Oudenrijn wurde zwischen 1933 und 1940 als erster Abschnitt der A12 errichtet. Damit ist dieser Abschnitt eine der ersten Autobahnen in den Niederlanden. Sie war die erste Autobahn der Welt, die über Seitenstreifen verfügte.
Im Krieg wurde dann der Autobahnabschnitt zwischen dem Knotenpunkt Oudenrijn und Bunnik eröffnet. Zwischen 1947 und 1963 wurde der letzte Abschnitt zwischen Bunnik und dem Grenzübergang Zevenaar fertiggestellt, konnte aber zum damaligen Zeitpunkt nicht für den Verkehr freigegeben werden. 1965 wurde die A12 dann durch die Fertigstellung der Bundesautobahn 3 zwischen Wesel und Emmerich mit dem deutschen Autobahnnetz verbunden.

## Beschilderung

### Den Haag – Arnhem
Aus Den Haag kommend werden auf den Hinweisschildern zunächst Zoetermeer, Utrecht und Arnhem ausgeschildert. Hinter Utrecht kommt das deutsche Oberhausen hinzu. Ab Arnhem wird auf Doetinchem als Ziel auf der A18 hingewiesen.

### Arnhem – Den Haag
Aus Deutschland kommend wird zuerst nur auf Arnhem und Den Haag hingewiesen. Hinter Arnhem wird dann auch auf Utrecht und Amsterdam hingewiesen. Ab Veenendaal folgen Hinweise auf Rotterdam und ab Gouda auf Zoetermeer. Ab Zoetermeer wird auf den Schildern nur noch Den Haag ausgeschildert.

## Verlauf

### Den Haag
Die A12 beginnt in dem Den Haager Stadtteil Malieveld, wo sie von den beiden Straßen „Zuid-Hollandlaan“ und „Benoordenhoutseweg“ abzweigt. Der erste Teil, genannt „Utrechtsebaan“ ist als Kraftfahrstraße ausgeschildert. Deshalb gilt dort eine Höchstgeschwindigkeit von 70 km/h. Da die A12 in diesem Bereich keine Autobahn ist, muss sie von der Stadt Den Haag verwaltet werden. Offiziell heißt die A12 in dem Bereich N12.

### ROC A12
Die ROC A12 ist ein Zusammenschluss von verschiedenen Hochschulen der MBO, die entlang der A12 in Ede, Veenendaal  und Velp liegen.

## Zukunft
Weil die A12 eine wichtige Verbindung zwischen Utrecht und Rotterdam bildet, wurde die Autobahn im entsprechenden Bereich Anfang 2010 ausgebaut. Seitdem ist der Verkehrsfluss sehr viel besser geworden. Einige Ausfahrten wurden ebenfalls umgebaut wie zum Beispiel die Ausfahrt Bleiswijk.
Die Bauarbeiten gehen derzeit noch weiter: So wird die A12 zwischen Gouda und Woerden, in Fahrtrichtung Den Haag um eine weitere Fahrspur erweitert. Zusätzlich wird in der Gegenrichtung eine Spitzenfahrspur eingerichtet. Das bedeutet, dass die Autobahn an der Stelle zu Spitzen-Verkehrszeiten auf vier Fahrspuren erweitert werden kann. Dazu wird die A12 zwischen Woerden und dem Knotenpunkt Oudenrijn angepasst, das heißt, dass dort auch eine zusätzliche vierte Fahrspur angelegt wird.

## Bilder

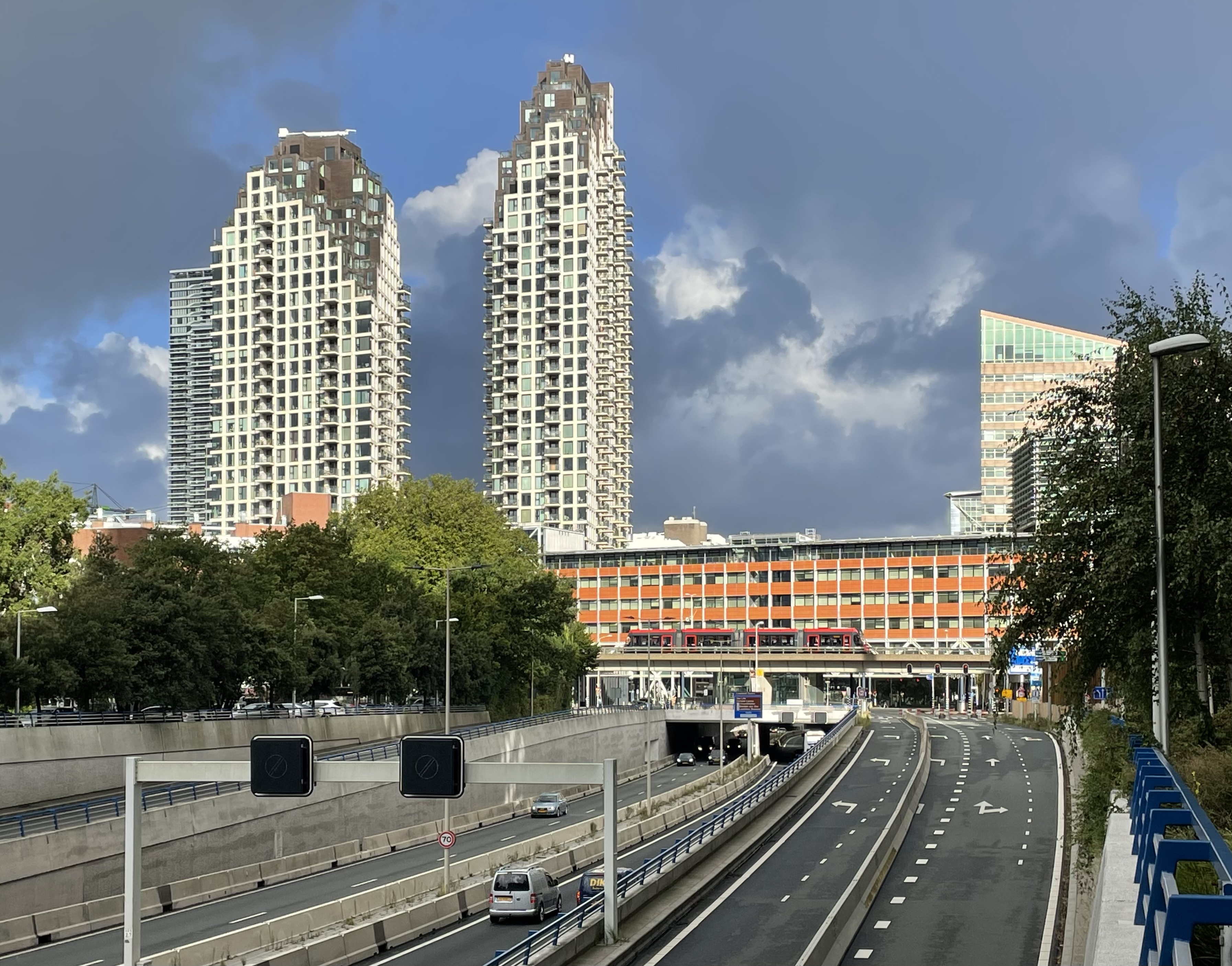
A12 in Den Haag
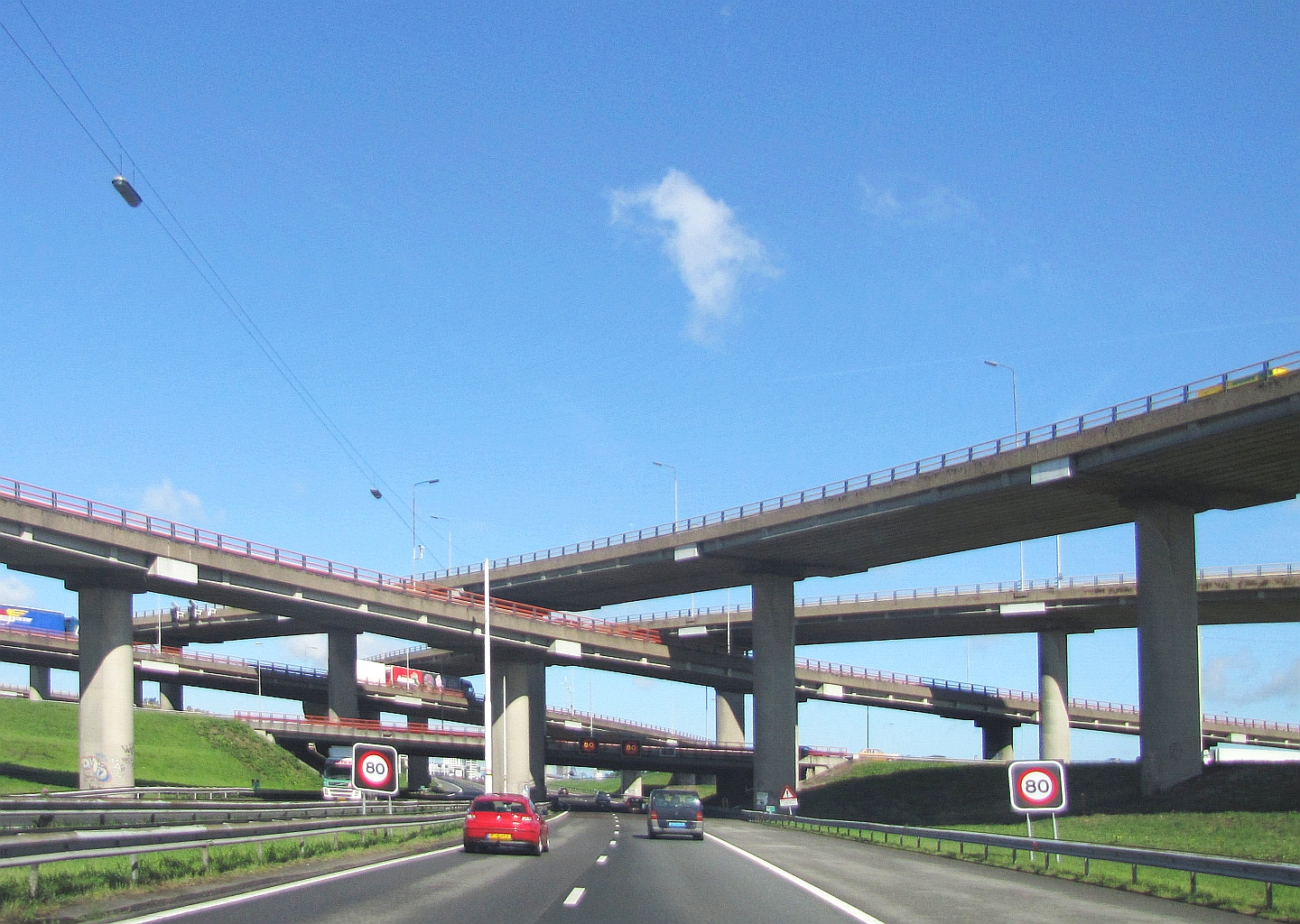
Knooppunt Prins Clausplein mit fünf Brücken (Foto 2011)
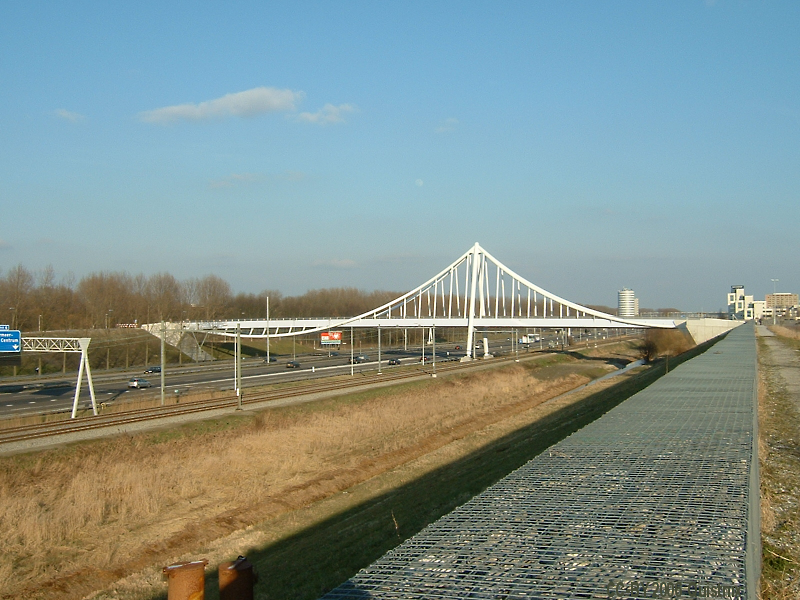
Fahrradbrücke bei Zoetermeer
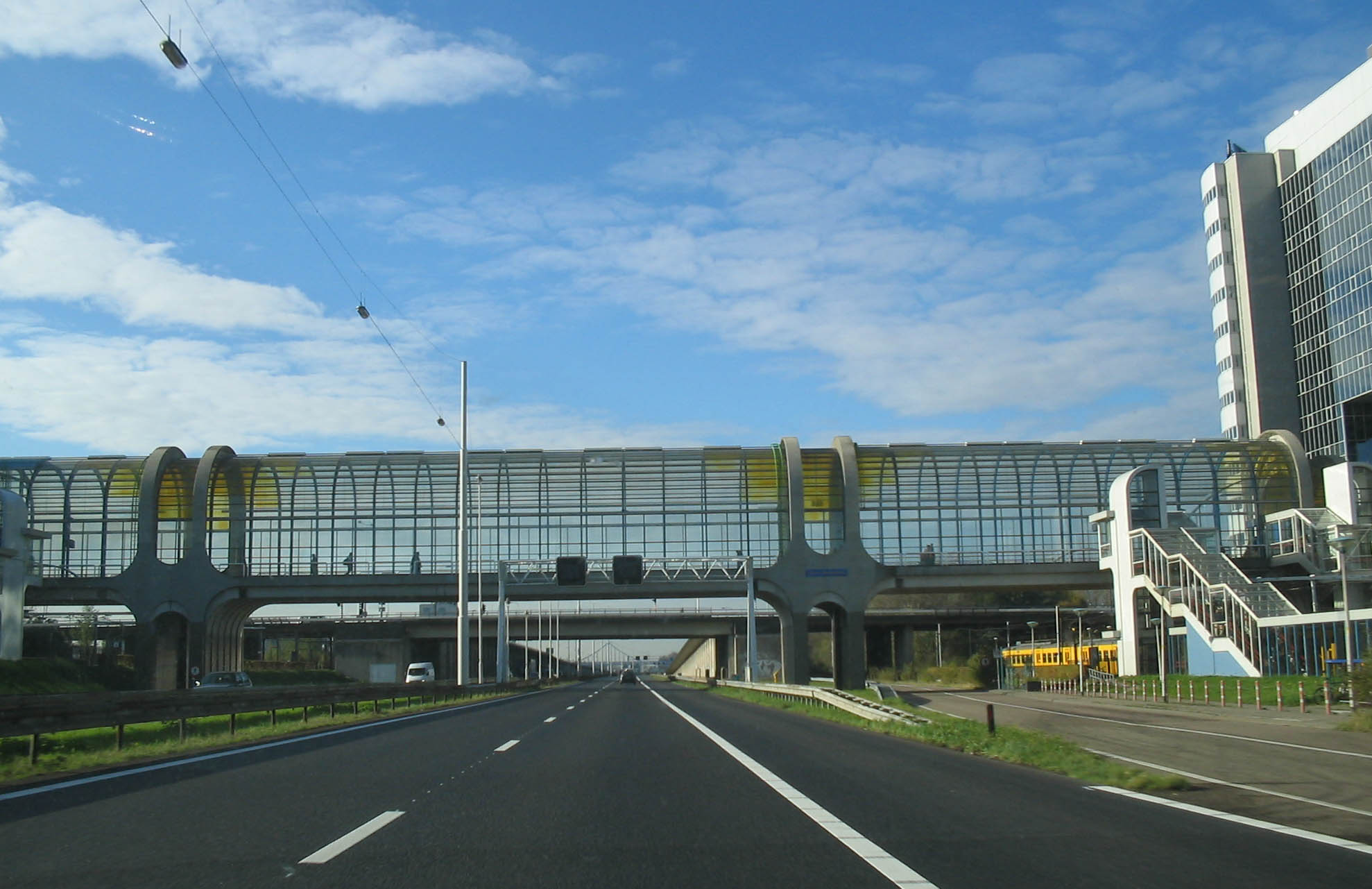
Nelson Mandelabrug bei Zoetermeer
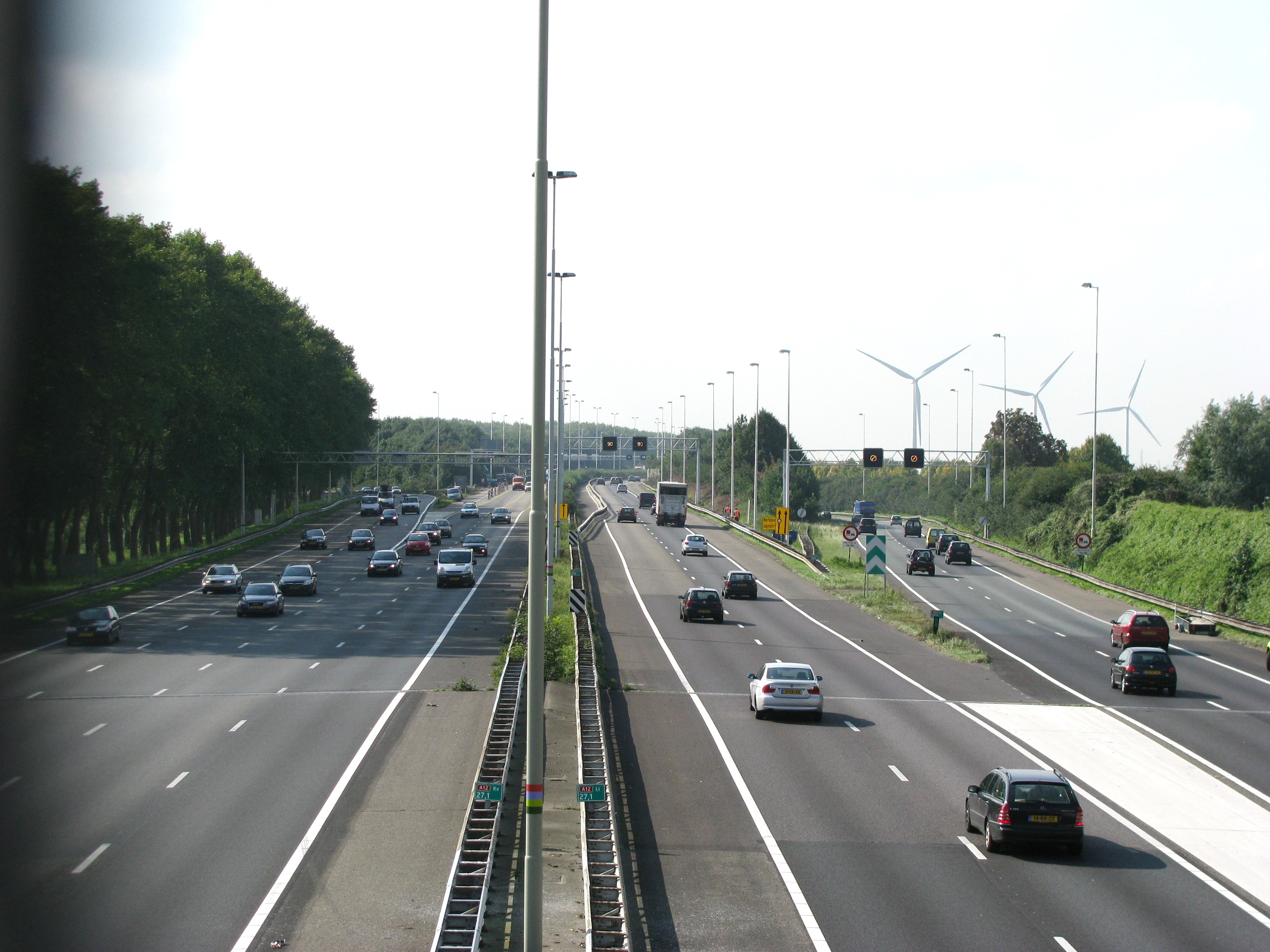
A12 am Knotenpunkt Gouwe
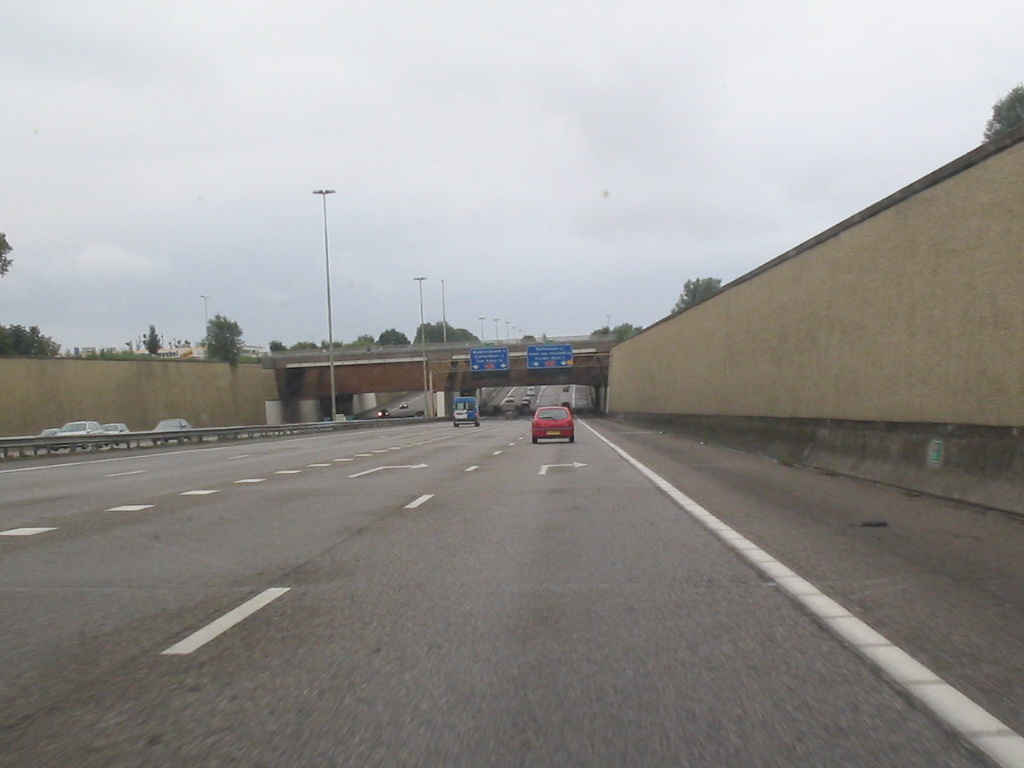
Gouwe-aquaduct aus Fahrtrichtung Utrecht
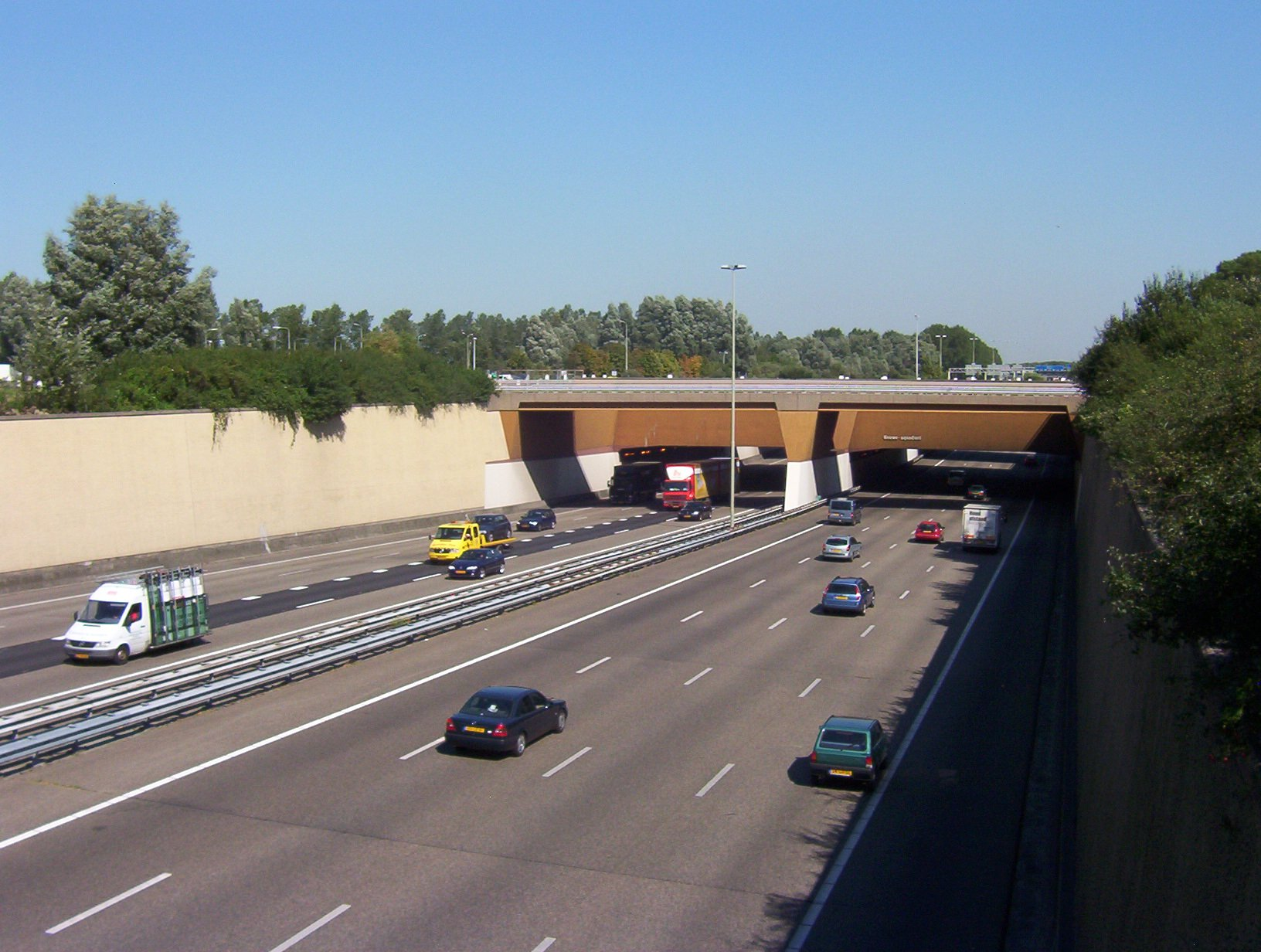
Gouwe-aquaduct aus Fahrtrichtung Den Haag
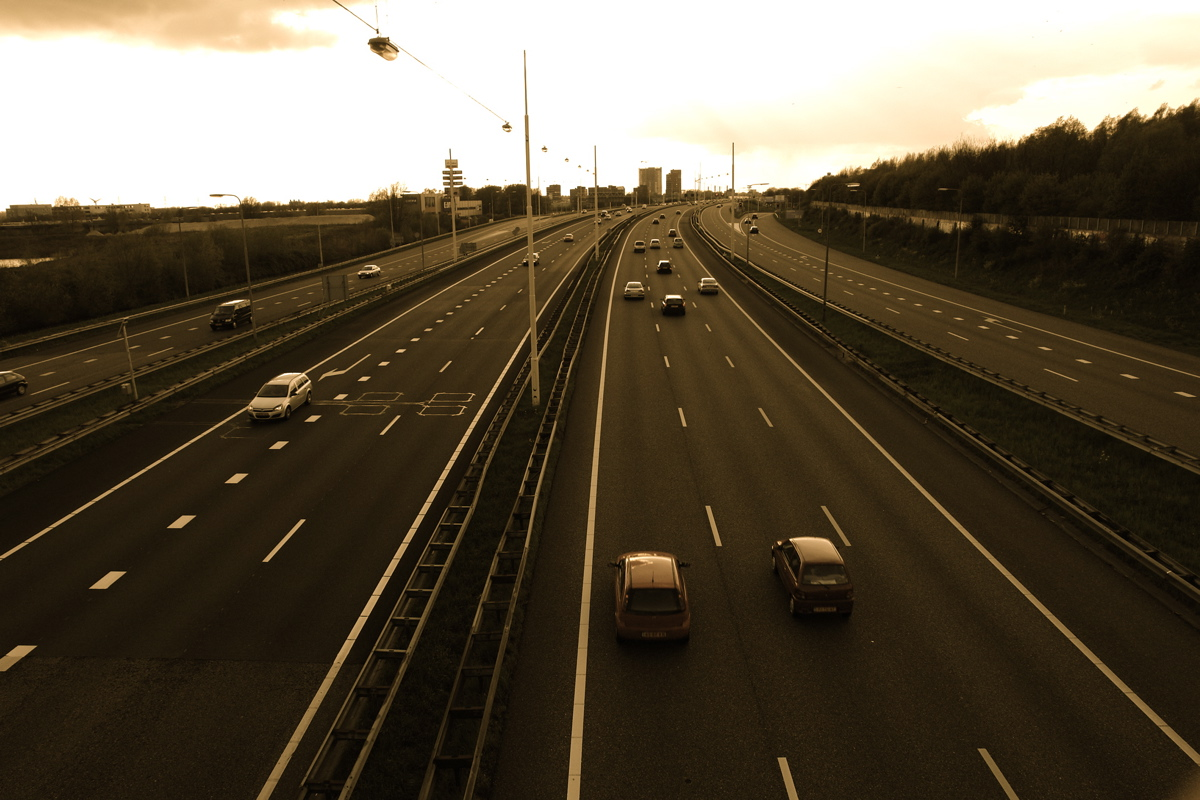
A12 bei Utrecht als Autobahnring Utrecht
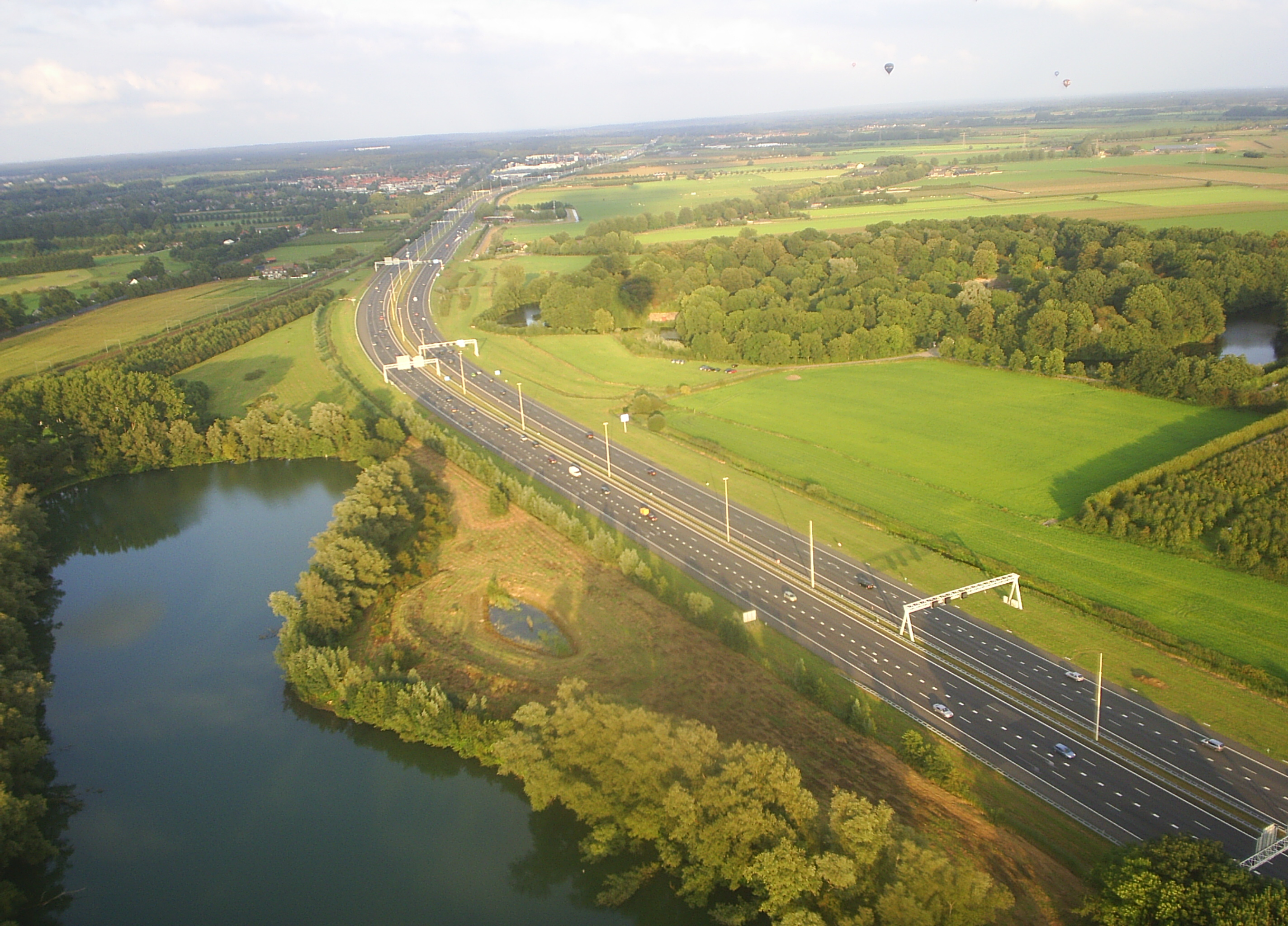
A12 bei Bunnik, Fahrtrichtung Arnhem
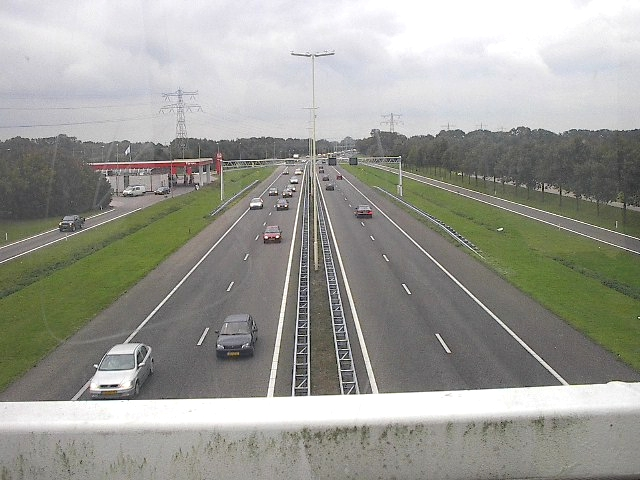
A12 bei Woudenberg
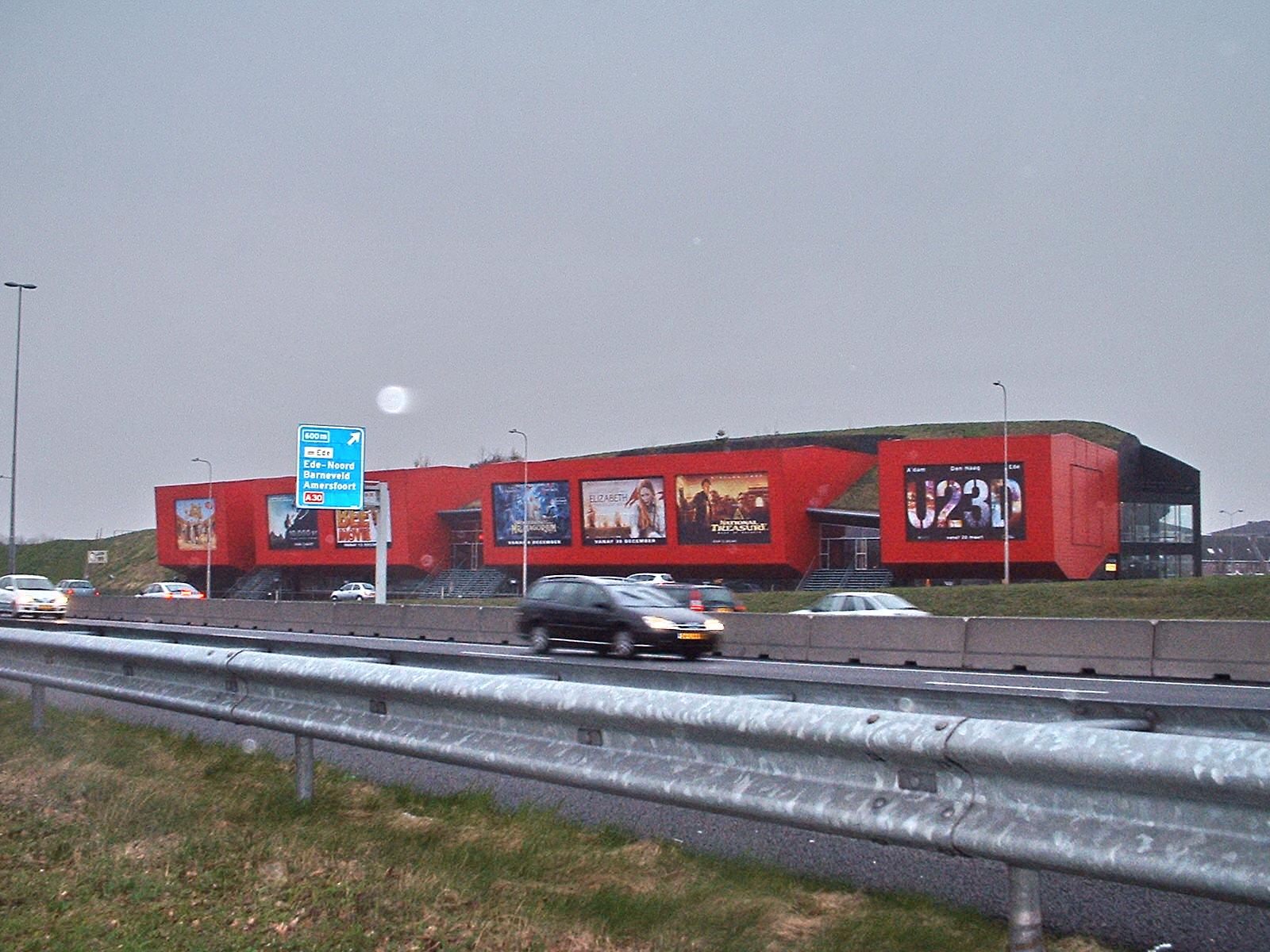
A12 bei Ede
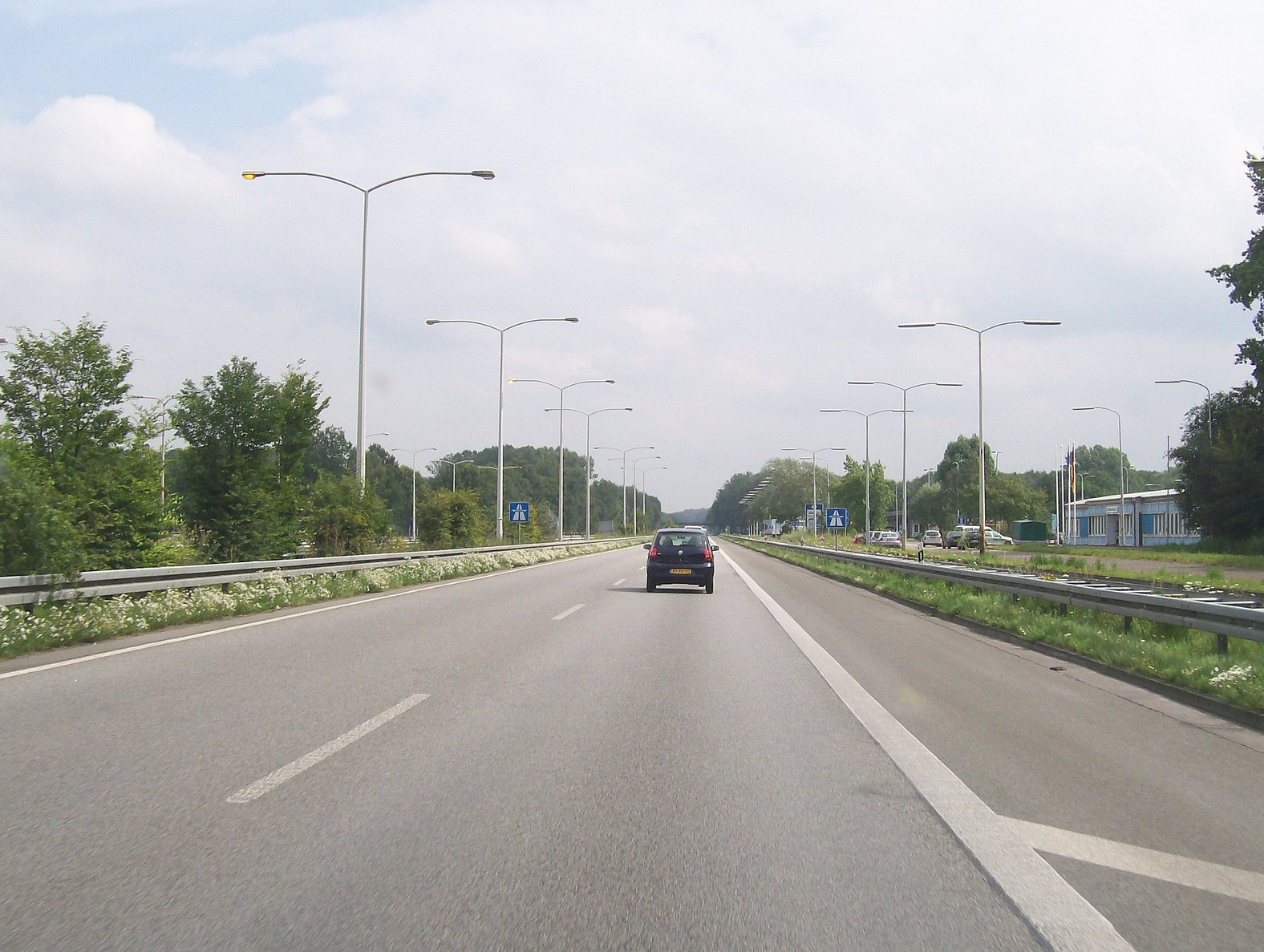
A12 an der deutsch-niederländischen Grenze bei Zevenaar